# Kocatepe-Moschee

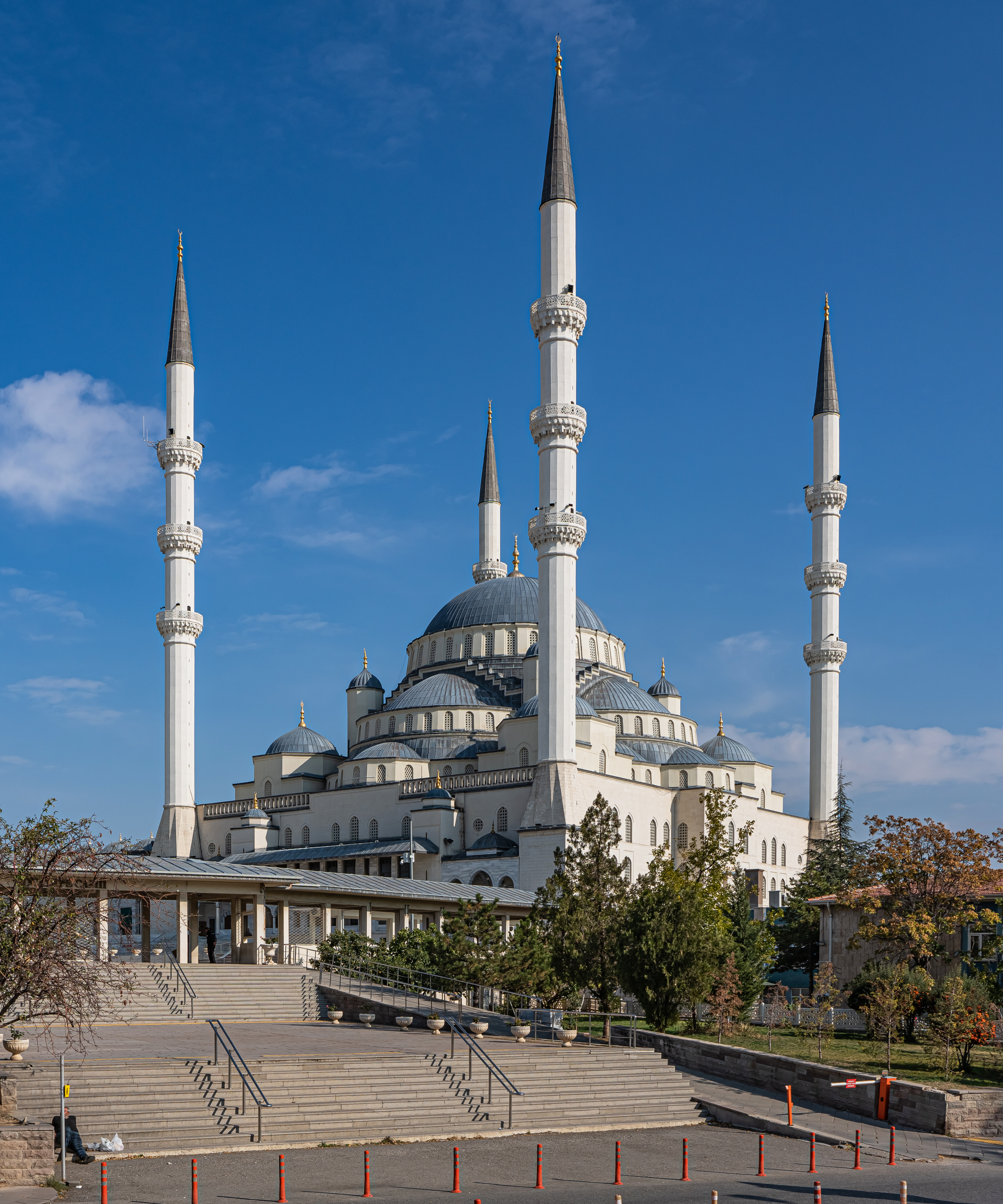
Kocatepe-Moschee in Ankara

Die Kocatepe-Moschee (türkisch Kocatepe Camii) ist die größte Moschee der türkischen Hauptstadt Ankara. Sie befindet sich im Quartier Kocatepe, südlich der Altstadt.
Der Bau der Moschee begann 1967 nach Plänen für eine moderne Moschee des Architekten Vedat Dalokay, die später zugunsten einer Moschee im klassischen Stil nach Entwürfen von Hüsrev Tayla aufgegeben wurden. Sie wurde 1987 vollendet. Sie ist mit vier Minaretten und einer großen Kuppel den klassischen osmanischen Moscheen nachgebildet. 
Im Untergeschoss der Moschee befindet sich ein modernes Kaufhaus, dessen Mieteinnahmen der Finanzierung der Moschee dienen.